# Aixtron
Die Aixtron SE (Eigenschreibweise: AIXTRON) ist ein börsennotiertes Unternehmen mit Sitz im nordrhein-westfälischen Herzogenrath, das verschiedene Varianten von CVD-Anlagen herstellt, mit denen Bauelemente für elektronische und opto-elektronische Anwendungen auf Basis von III-V-Verbindungshalbleitern und Organischen Halbleitern produziert werden. Das Unternehmen ist ein führender Hersteller von MOCVD-Anlagen. PECVD-Anlagen werden zur Produktion von Kohlenstoffnanoröhren und weiteren Nanostrukturen hergestellt.
Im Jahr 2019 stellte Aixtron eine  Anlage zur Erzeugung von Siliziumkarbid (SiC) vor. Im Jahr 2020 wuchs die Nachfrage nach Anlagen für Galliumnitrid (GaN)-Halbleiter für die Leistungs- und Hochfrequenzelektronik. Ein weiteres wesentliches Segment waren 2020 Anlagen zur Produktion von Displays für Smartwatches, Smartphones und TV-Geräte. Eine Anlage zur Produktion von OLED-Displays wurde 2020 eingeführt.

## Geschichte

### Anfänge
Das Unternehmen entstand 1983 in Aachen als Ableger der RWTH Aachen. Gründer war der Physiker Holger Jürgensen. Anfangs spezialisiert auf Anlagen zur Herstellung von III-V-Halbleitern wie Galliumarsenid (GaAs) und Indiumphosphid (InP), wurde die Produktpalette Anfang der 1990er Jahre um hochtemperaturgeeignete Anlagen zur Herstellung von Galliumnitrid (GaN) erweitert.
Im November 1997 erfolgte der Börsengang der Aixtron AG im Segment Neuer Markt in Frankfurt. Das Listing an der US-Technologiebörse NASDAQ erfolgte im März 2005 und wurde zum 30. Dezember 2016 beendet.
Es gab zahlreiche Übernahmen wie 1999 die des britischen Konkurrenten im III-V-Markt Thomas-Swan Scientific Equipment Ltd. und der schwedischen Epigress AB im selben Jahr sowie 2005 der US-amerikanischen Genus Inc. für 118 Mio. Euro. 2007 kaufte Aixtron die britische Nanoinstruments Ltd. Durch die Übernahmen erweiterte das Unternehmen sein Spektrum der Anlagentypen und Materialsysteme sowie insbesondere der Anlagen für die Siliziumindustrie.

### Übernahmeversuch 2016
Nach jahrelangen Verlusten stellte sich Aixtron Ende März 2016 zum Verkauf. Im Mai 2016 stimmte Aixtron einem Übernahmeangebot des chinesischen Fujian Grand Chip Investment Fund (FGC) in Höhe von 676 Millionen Euro zu. Dieser wird zu 51 % von dem Investor Zhendong Liu und zu 49 % über Zhongyao Wang und Wanming Huang von dem Unternehmen Xiamen Bohao Investment Ltd., das wiederum indirekt der lokalen Regierung in Xiamen gehört, kontrolliert. Investor Liu aus Xiamen wollte das Angebot durch Liu Sino IC Leasing, deren Kapital von verschiedenen Unternehmen (u. a. San’an Optoelectronics, ein wichtiger Kunde von Aixtron), Banken, staatlichen Fonds und privaten Investoren stammt, kofinanzieren. Vorstand und Aufsichtsrat empfahlen den Aktionären, das Angebot anzunehmen.
Im Oktober 2016 zog das Bundeswirtschaftsministerium seine am 8. September 2016 erteilte Unbedenklichkeitsbescheinigung zurück und kündigte die Wiederaufnahme der Investitionsprüfung gemäß Außenwirtschaftsgesetz/Außenwirtschaftsverordnung an. Im November 2016 verwies das Committee on Foreign Investment in the United States (CFIUS) den Fall aufgrund von nationalen Sicherheitsbedenken zur Entscheidung an den US-Präsidenten Barack Obama, der durch sein Veto den Verkauf für die US-Niederlassung verhinderte. Die Grand Chip Investment teilte daraufhin am 8. Dezember 2016 mit, dass das Übernahmeangebot insgesamt erloschen sei.

### Entwicklung seit 2017
Ende 2017 verkaufte Aixtron seine ALD/CVD-Produktlinie an Eugene Technology, Inc., eine 100-prozentige US-Tochter von Eugene Technology Co., Ltd (Südkorea). Das Geschäft mit OVPD-Anlagen für die OLED-Herstellung wurde zum 1. Oktober 2017 in die Tochtergesellschaft APEVA ausgegliedert. Im Rahmen eines Joint Ventures erwarb der südkoreanische Automatisierungsspezialist IRUJA im Oktober 2018 einen Minderheitsanteil an APEVA.
Aixtron erzielte im Geschäftsjahr 2020 mit 728 Mitarbeiterinnen und Mitarbeitern einen Umsatz von 269,2 Mio. Euro, davon entfielen 73 % auf Asien, 15 % auf Europa und 12 % auf die Vereinigten Staaten.

## Wettbewerb
Aixtron stellt hauptsächlich MOCVD-Anlagen für die Produktion von Verbindungshalbleitern her und ist in diesem Markt aktuell Weltmarktführer. Das Marktforschungsinstitut Gartner Dataquest schätzte in einer Studie (Market Share: Semiconductor Wafer Fab Equipment, Worldwide, April 2019) den Marktanteil von Aixtron am weltweiten Markt für MOCVD-Anlagen in 2018 auf rund 46 % (Gesamtmarktgröße 2018: USD 553 Mio.), den Marktanteil des Hauptwettbewerbers Veeco Instruments, Inc. (USA) im gleichen Zeitraum auf 27 % und den der chinesischen AMEC auf 24 %.
Weitere Wettbewerber neben Veeco und AMEC sind Taiyo Nippon Sanso (Japan), Tokyo Elektron Ltd. (Japan), Tang Optoelectronics Equipment Corporation LTd. (China) und LPE (Italien).

## Technologie und Produkte
Die Produktpalette von Aixtron umfasst kundenspezifische Anlagen für die Abscheidung komplexer Halbleitermaterialien. Hierbei können Substrate unterschiedlicher Materialien und Größen beschichtet werden.
Zur Gasphasenabscheidung von Verbindungshalbleiter-Materialien für die Herstellung von leistungs- und optoelektronischen Komponenten wie beispielsweise LED, Lasern, anderen optoelektronischen Komponenten oder Leistungselektronik wird das MOCVD-Verfahren angewendet. Zur Herstellung komplexer Kohlenstoff-Nanostrukturen (Kohlenstoffnanoröhren und -drähte oder Graphen) wird das PECVD-Verfahren eingesetzt.
Zur Abscheidung von Dünnschichtmaterialien für die Herstellung organischer Elektronikanwendungen, einschließlich organischer lichtemittierender Dioden (OLED) bietet die Tochtergesellschaft APEVA das OVPD-Verfahren (Organische Gasphasenabscheidung) an.
Die Anlagen des Unternehmens arbeiten größtenteils nach dem Showerhead- oder Planetenprinzip und werden für Wafergrößen von 2-Zoll bis 12-Zoll geliefert. APEVA kann Anlagen für Glasgrößen von Gen1 bis größer als Gen8 anbieten.